# Delosperma vinaceum
Delosperma vinaceum és una espècie de planta suculenta de la família de les aïzoàcies nativa de Sud-àfrica. Forma un gespa densa, amb flors abundants i duradores.

## Morfologia
Arriben a mesurar fins a 10 a 15 cm d'alçada, amb les fulles carnoses i una tija que penja darrere. Les flors són l'aspecte més cridaner d'aquesta planta, produint una gran quantitat de flors de color vermellós, magenta o rosa que sovint cobreixen la totalitat del lloc que ocupen. La planta posseeix tiges ramificades, que contenen fulles oposades, i són llargues i estretes, amb l'extrem de les tiges amb una gran quantitat de petites flors aïllades, amb diàmetres que van de 3 a 5 cm. Aquestes flors abundants i de llarga durada es mantindran en flor de juliol a setembre. La planta és amant del Sol, i es desenvolupa bé en ambients molt secs i calorosos. Si bé s'adapta bé a diversos tipus de sòls, patirà en sòls amb l'aigua estancada i, per tant, prefereix sòls ben drenats, o fins i tot el terreny rocós.

## Cultiu i usos
Es pot cultivar en una àmplia gamma d'àrees amb un clima mediterrani. Aquesta espècie és resistent a temperatures de -29 °C. Les fulles es tornen vermelles amb les temperatures fredes de l'hivern. A causa de la poca necessitat de manteniment, és adequada per a entorns urbans i a les regions d'alta temperatura. Sovint es poden trobar a grans i extenses taques. Les tiges finals també la fan adequada per a tests i terrasses.